# Kvartet
- En kvartet er et stykke musik for fire musikinstrumenter eller sangere. Ordet kvartet henviser som regel til en strygekvartet, som består af 2 violiner, en bratsch og en cello, men benyttes også i operaer om "numre" for fire sangere. Ved klaverkvartet forstås et (kammermusikalsk) værk for klaver og tre strygeinstrumenter.
- En kvartet er også en musikgruppe med fire musikere som spiller kvartetter, eller mere generelt en hvilken som helst gruppe på fire personer.